# Andachtsraum

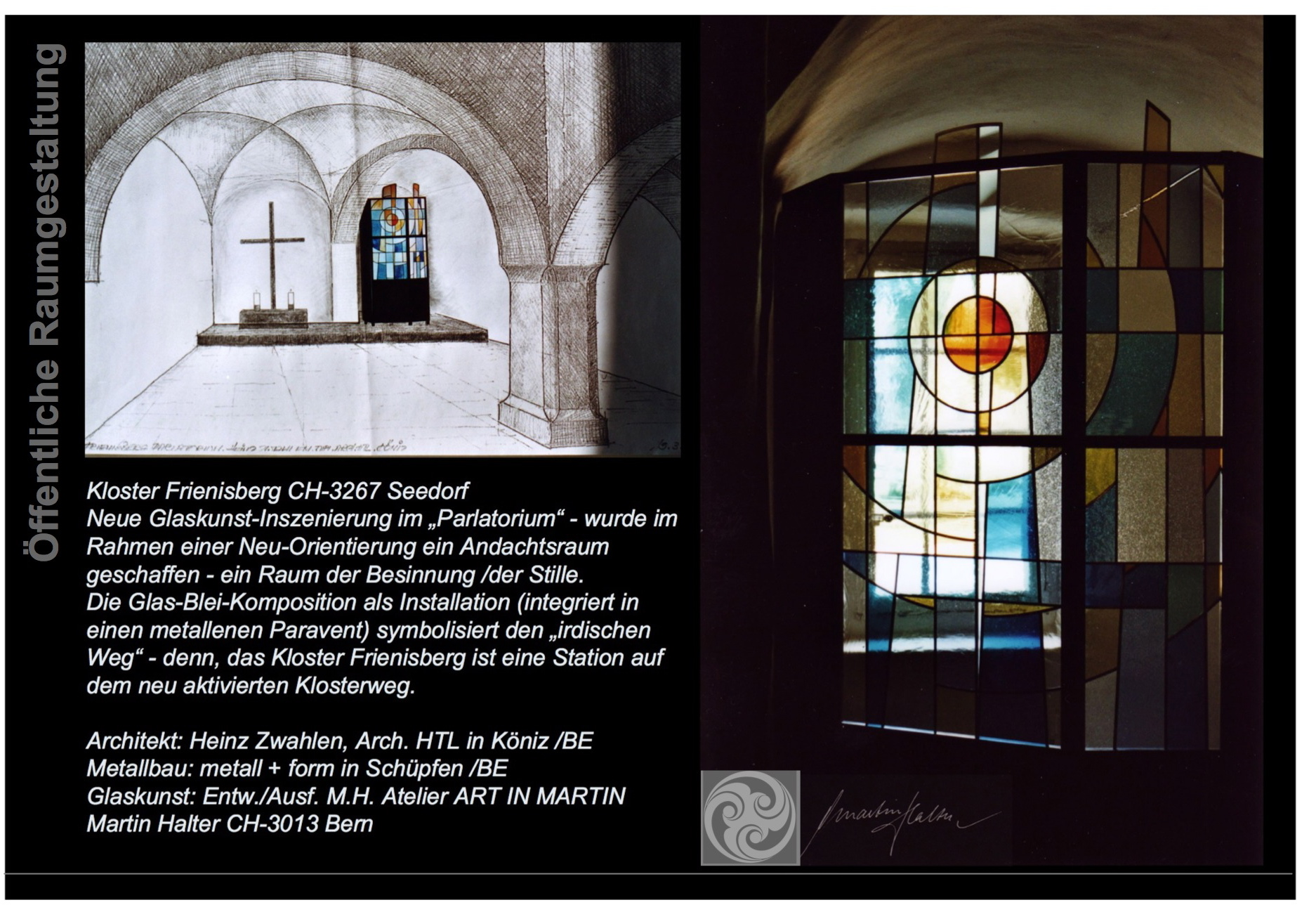
Neu ausgerichteter Andachtsraum. Kloster Frienisberg, Kanton Bern.

Ein Andachtsraum ist ein zum Zwecke der Andacht eingerichteter Sakralraum, eine zu meist gemeinschaftlichen abgehaltenen religiösen Handlungen gewidmete Räumlichkeit. Meist zeichnet er sich dadurch aus, dass grundlegende religiöse und liturgische Vorschriften einzuhalten sind, wie Betretungstabus, Schmuck oder Sauberkeit und Ruhe.

## Allgemeines
Gebetsräume finden sich ursprünglich innerhalb eines sonst profanen Gebäudes und können auch nur temporär gewidmet sein, je nach Konzeption auch simultan für verschiedene Konfessionen bzw. Religionen (Vergl. Simultankirche), oder für bestimmte Gruppen getrennt (Adelige/Niedere Stände, Frauen/Männer, Kirchenangehörige/Laien). Viele Bergwerke haben für das Schichtgebet eigene Betsäle an den Gruben betrieben. Daneben gibt es auch eigene Beträume rein privater Natur, etwa die typische Schlosskapelle.
Über separat errichtete Nebenbauten, Provisorien oder bauliche Einfassung von Kultplätzen entsteht der Sakralbau im eigenen Sinne, weshalb man auch einfach gehaltene Sakralbauten noch „Betsaal“ nennt (etwa der Königreichssaal der Zeugen Jehovas). In Weiterentwicklung ist der Gebetssaal der Zentralraum jedes Sakralgebäudes, das als Versammlungs- und Veranstaltungsgebäude dient, so etwa das Langhaus der Kirche und Moscheen (arabisch اِيوَانoder حرم ‚Betsaal‘), oder das Oratorium (lateinisch orare ‚beten‘) der Klosteranlagen: Um diese Zentralräume finden sich die ganzen Nebenräumlichkeiten der Liturgie, der religiösen Bildung, des sozialen und sakralen Lebens, und ergeben so die Gesamtheit eines Sakralgebäudes oder einer sakralen Anlage.
Unter bestimmten Umständen wurden Gebetsräume als Provisorien errichtet: Notkirchen für Kirchen- bzw. Hinterhofmoscheen für Moscheengebäude. Zeitgeschichtlich bedeutend sind auch die geheimen Beträume unterdrückter und nicht öffentlich zugelassener Religionen und Glaubensgemeinschaften, etwa zur Zeit des Geheimprotestantismus.
Umgekehrt ist die Kapelle im eigentlichen Sinne ein typischer Andachtsraum (aus dem Aspekt des Untergeordneten kommt die Zweideutigkeit des Ausdrucks „Kapelle“, lat. capella, ‚abgeteilt‘), angefangen von der in den Festungsbau integrierten Burgkapelle, über die Seitenkapelle der Kirche als Nebenraum spezieller Widmung, bis hin zu den Sakralräumen öffentlicher Gebäude (Bahnhofskirchen, Krankenhauskapellen, u. v. a. m.).
In vielen modernen öffentlichen Gebäuden gibt es interkonfessionelle, bzw. interreligiöse Andachtsräume. So gibt es etwa im Berliner Reichstagsgebäude einen interreligiösen Andachtsraum, in dem unter anderem ein Gebetsschal des Dalai Lama, Geschenke von Papst Benedikt, sowie besondere Schmuckausgaben der Bibel, des Korans und der Torah in einer Vitrine ausgestellt sind. Viele Flughäfen bieten ebenfalls Andachtsräume für verschiedene Religionen. Dort wo es nur christliche Andachtsräume gibt, stehen diese häufig dennoch Angehörigen anderer Religionen offen, wenn diese Stille, Besinnung oder Hilfe suchen. Auch in Shoppingmalls findet man Andachtsräume, so etwa in dem 1970 eröffneten Einkaufszentrum „Shoppi“ in Spreitenbach im Aargau, das als erstes großes Einkaufszentrum der Schweiz gilt.